# Les Apaches (film, 1973)
Pour les articles homonymes, voir Apache.
Pour plus de détails, voir Fiche technique et Distribution.
Les Apaches (Apachen) est un western est-allemand sorti en 1973 et réalisé par Gottfried Kolditz. Il est inspiré du parcours de Mangas Coloradas.

## Synopsis
Le Mexique en 1840 : près de la frontière américaine, les Apaches Mimbreño et les Mexicains cohabitent pacifiquement. Les Mexicains exploitent les riches gisements de cuivre du territoire indien et sont approvisionnés en nourriture par les Mimbreños. Mais lorsque des gisements d'argent sont également découverts dans la zone frontalière, des tensions apparaissent entre le Mexique et les États-Unis. Tout cela résulté en un grand massacre d'Apaches. Les Indiens restants décident de se venger de ce crime.

## Fiche technique
- Titre original : Apachen ou Mangos Colorados
- Titre français : Les Apaches
- Réalisateur : Gottfried Kolditz
- Scénario : Gottfried Kolditz, Gojko Mitić
- Photographie : Helmut Bergmann (de)
- Montage : Christa Helwig (de)
- Musique : Hans-Dieter Hosalla (de)
- Productrice : Dorothea Hildebrandt
- Société de production : Deutsche Film AG
- Pays de production :  Allemagne de l'Est
- Langue de tournage : allemand
- Format : Couleur (ORWO-Color) - 2,35:1 - 35 mm
- Genre : Western
- Durée : 93 minutes (1h33)
- Date de sortie :	
  - Allemagne de l'Est : 29 juin 1973
  - Hongrie : 25 avril 1974
  - Allemagne de l'Ouest : 1er novembre 1976

## Distribution
- Gojko Mitić : Ulzana
- Milan Beli (de) : Johnson
- Colea Răutu : Nana
- Leon Niemczyk : Ramon
- Gerry Wolff : Chef de camp
- Rolf Hoppe : Capitaine Burton
- Elsa Grube-Deister (de) : Theresa
- Fred Ludwig (de) : Miguel
- Fred Delmare : Le Petit
- Hartmut Beer (de) : Gleason
- Horst Kube : le chercheur d'or
- Thomas Weisgerber (de) : le commandant
- Horst Schön (de) : Colonel Keanrey
- Werner Kanitz (de) : Bagulé
- Dorel Iacobescu (de) : Hackii
- Willi Schrade (de) : Couteau noir (Schwarzes Messer en VO)